# Obrana lidu
Obrana lidu bylo periodikum určené nejen pro Československou lidovou armádu (a po roce 1990 pro Armádu České republiky), ale i pro veřejnost. Totožný název nesl v letech 1905–1938 lidový časopis Obrana lidu, jehož podnázvy se také různě měnily.
Novější Obrana lidu  vznikla v lednu roku 1947 po reorganizaci vojenského denního tisku sloučením novin Svobodné Československo, Bojovník a týdeníku Obrana vlasti. Vycházela v Praze v letech 1947 až 1993; do roku 1950 měl tento deník podtitul Ústřední deník čs. armády, od roku 1953 byl v podtitulu Ústřední orgán ministerstva národní obrany a v roce 1987 podtitul deníku zněl Orgán Federálního ministerstva národní obrany. První číslo vyšlo dne 1. ledna 1947 na počest zahájení dvouletého hospodářského plánu, původně se jednalo o nepolitický a nadstranický tisk, ale od komunistického převratu v únoru 1948 se stal deníkem propagujícím politiku KSČ v armádě. Byl ale určen i pro běžnou veřejnost se zájmem o armádu za účelem propagace armády mezi veřejností. Noviny vycházely i po sametové revoluci, ale jejich vydávání bylo ministrem obrany Antonínem Baudyšem ukončeno 27. března 1993.
Obrana lidu vycházela rovněž jako týdeník určený široké veřejnosti. Týdeník byl distribuován v síti Poštovní novinové služby a  v 70. letech dosahoval nákladu 200 000 výtisků.